# Estrecho de Madura

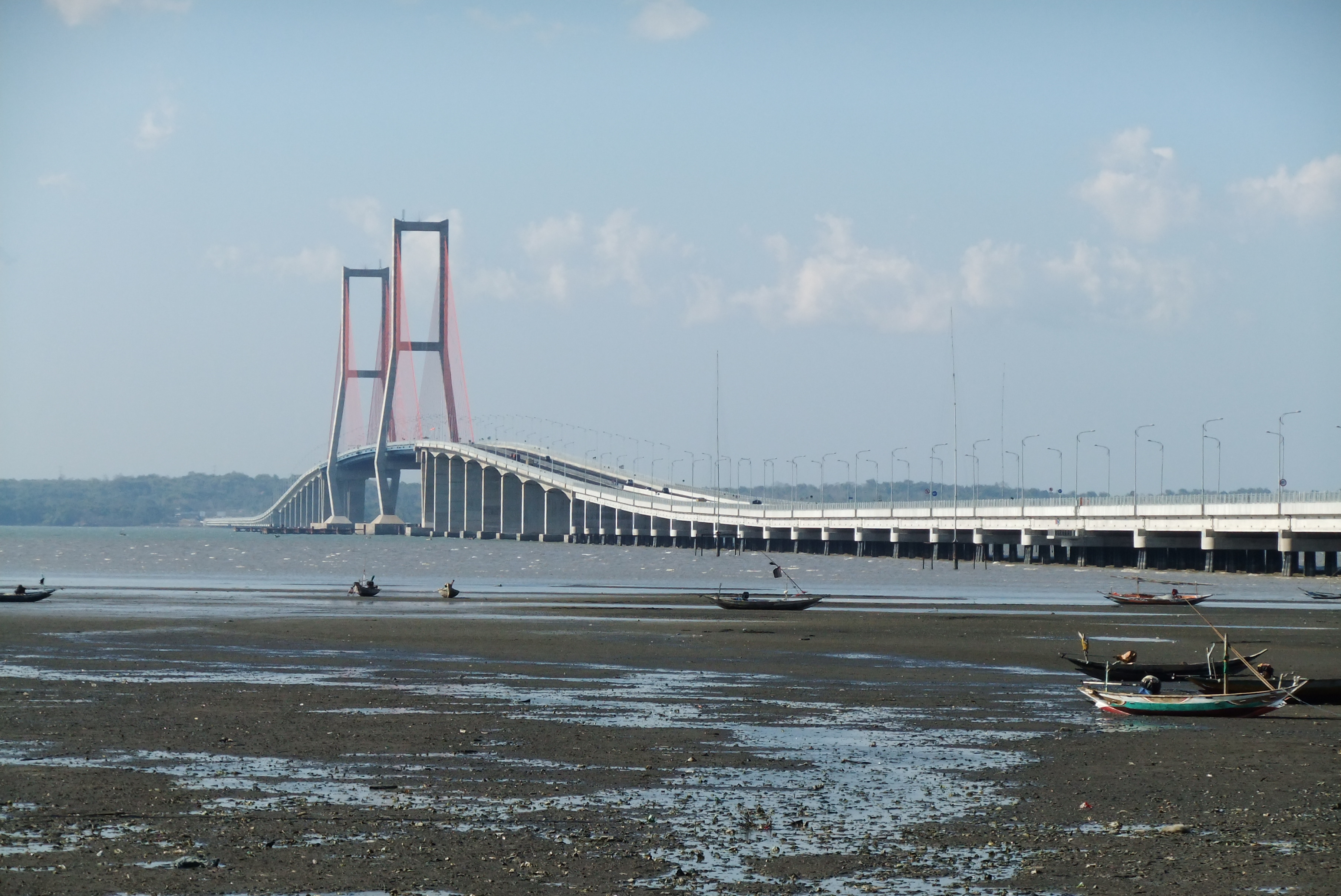
Vista del puente Suramadu

El estrecho de Madura (en indonesio: Selat Madura) es un estrecho marino de Indonesia que separa la isla de Java de la isla de Madura.
Se compone de dos partes: la occidental, de unos 10 km de longitud y una anchura máxima de 3-4 km; y la oriental, de unos 50 km de largo y con una anchura máxima de 65 km. En el estrecho hay varias islas pequeñas, como Kambing, Giliraja, Genteng y Ketapang.
Recientemente se ha finalizado el puente Suramadu (2003-09), que cruza el estrecho en su parte suroriental entre las ciudades de Surabaya, en Java, y Bangkalan, en Madura. Con 5,4 km de longitud es el puente más largo de Indonesia.